# Aleš Trčka
Ales Trcka (né le 14 août 1961 à Prague) est un coureur cycliste tchécoslovaque. Il a notamment été champion du monde de poursuite par équipes en 1986.

## Palmarès sur piste

### Jeux de l'Amitié
- 1984
  -  Médaillé de bronze de la poursuite par équipes

### Championnats du monde
- 1981
  -  Médaillé de bronze de poursuite par équipes
- 1983
  -  Médaillé de bronze de poursuite par équipes
- 1986
  -  Champion du monde de poursuite par équipes

## Palmarès sur route
- 1982
  - 4e étape du Tour de Basse-Saxe
  - 2e du Tour de Basse-Saxe

## Récompenses
- Cycliste tchécoslovaque de l'année : 1986